# Classifica a punti
La classifica a punti è una particolare graduatoria propria di alcune corse a tappe di ciclismo su strada. Viene stilata sulla base dei punti (e non dei tempi, come avviene per la "classifica generale") ottenuti da ciascun ciclista nelle diverse tappe della corsa. I punti possono essere guadagnati concludendo nelle prime posizioni le tappe, oppure, qualora presenti, piazzandosi ai primi posti in determinati punti delle tappe, chiamati "traguardi intermedi".
In particolare si distinguono, per prestigio, le tre classifiche a punti dei Grandi Giri: quelle del Tour de France e della Vuelta a España, il cui leader veste una maglia verde, e quella del Giro d'Italia, il cui leader veste una caratteristica maglia ciclamino. È anche presente nel Giro d'Italia femminile.
Solamente cinque ciclisti hanno vinto almeno una volta la classifica a punti dei tre Grandi Giri: Eddy Merckx (Tour de France 1969, 1971 e 1972, Giro d'Italia 1968 e 1973, Vuelta a España 1973), Djamolidine Abdoujaparov (Tour de France 1991, 1993 e 1994, Giro d'Italia 1994, Vuelta a España 1992), Laurent Jalabert (Tour de France 1992 e 1995, Giro d'Italia 1999, Vuelta a España 1994, 1995, 1996 e 1997), Alessandro Petacchi (Tour de France 2010, Giro d'Italia 2004, Vuelta a España 2005) e infine Mark Cavendish (Tour de France 2011, Giro d'Italia 2013, Vuelta a España 2010).